# Gyula Horn
Gyula Horn (wym. [ɟulɒ horn]; ur. 5 lipca 1932 w Budapeszcie, zm. 19 czerwca 2013 tamże) – węgierski polityk, urzędnik państwowy, dyplomata i działacz komunistyczny, minister spraw zagranicznych (1989–1990), parlamentarzysta, od 1990 do 1998 przewodniczący Przewodniczący Węgierskiej Partii Socjalistycznej (MSZP), premier Węgier w latach 1994–1998.

## Życiorys
Urodził się w wielodzietnej rodzinie działacza komunistycznego, który został zamordowany w 1944 przez Niemców. Od jedenastego roku życia pracował jako robotnik. W 1949 ukończył szkołę średnią, po czym w latach 1950–1954 studiował rachunkowość w instytucie ekonomicznym w Rostowie nad Donem w Związku Radzieckim. Po powrocie do kraju pracował jako urzędnik w ministerstwie finansów (1954–1959).
Od 1954 był członkiem komunistycznej Węgierskiej Partii Pracujących (MDP), a od 1956 do powołanej po jej reorganizacji Węgierskiej Socjalistycznej Partii Robotniczej (MSZMP). W 1956 należał do komunistycznych bojówek zwalczających powstanie węgierskie (z powodu tej działalności w 2007 prezydent László Sólyom odmówił jego odznaczenia).
Od 1959 Gyula Horn był zatrudniony w resorcie spraw zagranicznych. W latach 60. jako dyplomata pracował w ambasadach Węgier w Bułgarii i Jugosławii. W 1970 ukończył partyjną akademię polityczną, a w 1977 uzyskał stopień kandydata nauk ekonomicznych. Od 1969 był etatowym pracownikiem partyjnym zatrudnionym w wydziale spraw zagranicznych komitetu centralnego partii komunistycznej, którym kierował od 1983. W 1985 został wiceministrem spraw zagranicznych.
Pod koniec lat 80. należał do tzw. reformatorskiego skrzydła partii. Był współpracownikiem Miklósa Németha. W jego gabinecie w początkowym okresie przemian politycznych pełnił funkcję ministra spraw zagranicznych (1989–1990). W czerwcu 1989 wraz z austriackim ministrem spraw zagranicznych Aloisem Mockiem wziął udział w przecinaniu płotu na granicy austriacko-węgierskiej, będącego jednym z symboli żelaznej kurtyny. Otwarcie tej granicy umożliwiło następnie Niemcom z NRD wyjazd do Niemiec Zachodnich poprzez Węgry i Austrię. W 1989 wziął udział w powołaniu na bazie rozwiązanej MSZMP postkomunistycznej Węgierskiej Partii Socjalistycznej. Od 1990 do 1998 pełnił funkcję przewodniczącego tego ugrupowania.
Również w 1990 został wybrany do Zgromadzenia Narodowego, gdzie pełnił funkcję przewodniczącego komisji spraw zagranicznych. Z powodzeniem ubiegał się o reelekcję w wyborach w 1994, 1998, 2002 i 2006, zasiadając w węgierskim parlamencie do 2010.
Po zwycięstwie socjalistów w wyborach w 1994 został kandydatem swojego ugrupowania na urząd premiera, podejmując rozmowy koalicyjne z liberałami ze Związku Wolnych Demokratów. Stanowisko premiera objął 15 lipca 1994, zajmując je do 6 lipca 1998, kiedy to socjaliści przeszli ponownie do opozycji. Jego gabinet przeprowadził m.in. pakiet reform gospodarczych autorstwa ministra finansów Lajosa Bokrosa, wprowadzający m.in. ograniczenie wydatków rządowych.
Był autorem wspomnień Cölöpök (1991) i Azok a kilencvenes évek... (1999). Wyróżniony m.in. Nagrodą Karola Wielkiego (1990).

## Życie prywatne
Gyula Horn był żonaty z Anną. Miał córkę Annę i syna Gyulę.